# Абъртилъри
Абъртилѐъри (на английски: Abertillery; на уелски: Abertyleri, Абертълѐри) е град в Южен Уелс, графство Блайнай Гуент. Разположен е на около 25 km на север от централната част на столицата Кардиф. Има жп гара. Населението му е 14 802 жители според данни от преброяването през 2001 г.

## Побратимени градове
- Руайя, Франция